# Jagodowo (obwód Płowdiw)
Jagodowo (bułg. Ягодово, dawniej Bogodirewo) – wieś w południowej Bułgarii, w obwodzie Płowdiw, w gminie Rodopi.
Miejscowość 15 grudnia 2015 r. zamieszkiwało 2 897 mieszkańców.
Wieś znajduje się na Nizinie Górnotrackiej, 6 km od Płowdiwu.